# Bothriomyrmex emarginatus
Bothriomyrmex emarginatus é uma espécie de inseto do gênero Bothriomyrmex, pertencente à família Formicidae.